# Бороткіна Ельфріда Юханівна
Ельфріда Юханівна Бороткіна (Лаама) (16 червня 1909, місто Тарту Ліфляндської губернії, тепер Естонія — ?) — радянська естонська діячка, партійний організатор ЦК КП(б) Естонії волості Куремаа Тартуського повіту. Депутат Верховної Ради СРСР 2-го скликання.

## Життєпис
Народилася в родині художника Юхана Лаама. У роки Першої світової війни з родиною переселилася до волості Камб'я під Тарту, де батько працював чорноробом на лісопильному заводі, а в 1922 році придбав хутір і зайнявся сільським господарством.
У 1924 році Ельфріда закінчила шестикласне сільське училище у волості Камб'я, намагалася продовжити навчання в Тартуській жіночій гімназії, де провчилася два роки, але не закінчила гімназії через брак коштів.
У 1929 році вийшла заміж за рибалку Пеетера Бороткіна, народила трьох дітей. З 1934 по 1939 рік Ельфріда наймитувала у заможних селян волості Камб'я.
Після окупації Естонії СРСР влітку 1940 року стала активістом профспілки сільськогосподарських робітників, членом правління Народного дому, членом правління сільськогосподарського кредитного товариства, засідателем народного суду. З лютого 1941 року — секретар виконавчого комітету волості Камб'я Тартуського повіту.
Кандидат у члени ВКП(б) з квітня 1941 року. У 1941 році була затверджена партійним організатором ЦК КП(б) Естонії волості Камб'я Тартуського повіту.
Під час німецько-радянської війни разом із дітьми перебувала в евакуації в Татарській АРСР, Омській області, Ленінградській області, працювала у колгоспах.
У 1944 році повернулася до Естонської РСР. З серпня 1944 по осінь 1945 року — інструктор із кадрів Тартуського повітового комітету КП(б) Естонії. Член ВКП(б) з лютого 1945 року
З осені 1945 року — партійний організатор ЦК КП(б) Естонії волості Куремаа Тартуського повіту Естонської РСР.
Подальша доля невідома.